# Salt Bae
Nusret Gökçe (en turc [nusˈɾet ɟœcˈtʃe]), conegut com a Salt Bae, és un cuiner, animador i restaurador turc. Posseeix Nusr-Et, una cadena de cuines restaurant de carn de luxe. La seva tècnica per preparar i condimentar la carn es va convertir en un mem d'Internet.

## Primers anys de vida
Gökçe va néixer a Erzurum, Turquia, en el si d’una família kurda. El seu pare era treballador de mines. Les finances de la família el van obligar a deixar l'escola a 6è per treballar com a aprenent de carnisser al districte de Kadıköy, a Istanbul.
Gökçe quan va assolir una carrera professional famosa, participà en tasques benèfiques, com ara la construcció d’una escola a la seva ciutat natal, Erzurum.

## Salt Bae
Gökçe es va fer més conegut a través d’una sèrie de vídeos i mems virals d’Internet del gener de 2017 que el mostraven tallant carn de forma "suau" i donant el toc de salt amb molta gestualitat.
La seva fama prové d'un vídeo viral, "Ottoman Steak", publicat el 7 de gener de 2017 al compte de Twitter del seu restaurant. Aquest vídeo es va veure deu milions de vegades a Instagram, i això provocà el salt a la fama amb el sobrenom de "Salt Bae" a causa de la seva peculiar manera de salar la carn: deixant caure la sal des de la punta dels dits fins a l’avantbraç i caient en precipitació al plat. A causa de l'exposició viral obtinguda amb aquesta publicació, el perfil de Gökçe s'expandí enormement i augmentà la visita de famosos i polítics de tot el món al restaurant.

## Restaurants
Gökçe ha visitat diversos països, inclosos l'Argentina i els Estats Units, entre el 2007 i el 2010, on va treballar gratuïtament en restaurants locals, per tal d’obtenir experiència com a cuiner i restaurador. Després del seu retorn a Turquia, Gökçe va obrir el seu primer restaurant a Istanbul el 2010 i més tard va obrir un restaurant a Dubai.
A 2021, Nusr-Et ha obert establiments a Abu Dhabi i Dubai als Emirats Àrabs Units; Doha a Qatar; Ankara, Bodrum, Istanbul i Marmaris a Turquia; Jeddah a Aràbia Saudita; Mykonos a Grècia; Miami, Nova York, Boston, Dallas, i Beverly Hills als Estats Units; i a Londres al Regne Unit.
Els plats que es serveixen als establiments de Gökçe han rebut crítiques variades i s’han qualificat de “caríssims”. Les primeres ressenyes professionals del 2018 de la seva steakhouse de Nova York van ser generalment negatives. El crític Steve Cuozzo del New York Post digué que el restaurant era una "Estafa Pública de 1r nivell" 'i Joshua David Stein escrigué a GQ que al restaurant la carn era mundana i les hamburgueses sobrecuinades. No obstant això, des del punt de vista de l'entreteniment, les crítiques van ser més positives. El periodista Robert Sietsema d'Eater's digué que "si has de jutjar el nou establiment de Nusr-Et a Nova York només com steakhouse, probablement et decebrà... Però en canvi, si s'avalua com a lloc animat per sopar, pots trobar-ho satisfactori, però només si Salt Bae és present a l'establiment en aquells moments".

## Controvèrsies
El desembre del 2017 va rebre crítiques per una foto del 2016 posant davant d’una imatge de Fidel Castro. El setembre de 2018, la celebritat d'Internet txeca Týnuš Třešničková va ser víctima d'un espectacle de focs a la braseria Nusr-Et d'Istanbul, que li va provocar cremades del 35% de la superfície corporal, mentre que altres convidats també es van patir cremades corporals menys greus. El mateix mes, va ser criticat pel sendador dels Estats Units Marco Rubio i l'ajuntament de Miami després que el president veneçolà Nicolás Maduro sopés al restaurant d'Istanbul de Gökçe, i Rubio va qualificar Gökçe d'«excèntric» i va publicar en un tuit el número de telèfon del restaurant de Gökçe a Miami dient que «per si algú volia trucar-hi».
El novembre de 2019, quatre dels antics empleats de Gökçe l’acusaren d’apropiar-se d'idees seves. Van al·legar que van ser acomiadats del seu restaurant de Nova York quan van intentar fer preguntes sobre els consells. Es va celebrar un judici per investigar el tema, fins que Gökçe va arribar a un acord amb els seus antics empleats i els va pagar 230.000 dòlars. Explicant per què els havia acomiadat, va dir: «No estava satisfet amb el rendiment dels quatre empleats... Des que van ser acomiadats, van actuar amb la sensació de 'mireu què us farem' i van presentar aquestes acusacions de propina».
A finals de setembre de 2020, els funcionaris de salut pública van ordenar el tancament del seu restaurant de Boston diversos dies després de l'obertura a causa de les infraccions de les normes de seguretat contra la COVID-19, però va reobrir a principis d'octubre de 2020. L'octubre de 2021, Gökçe va ser objecte d'escrutini pels mitjans britànics per una factura de 37.000 lliures esterlines per un àpat en un dels seus restaurants del Regne Unit.
El desembre de 2022, després de la final de la Copa del Món de la FIFA 2022 entre l'Argentina i França, va tornar a ser el focus de les crítiques després d'unir-se al camp als jugadors argentins després del partit i generar una situació d'incomoditat en mossegar-los les medalles i manejar el trofeu, un gest reservat per als guanyadors i els caps d'estat. Com a resultat, la Federació Internacional de Futbol Associació (FIFA) va iniciar una investigació sobre les seves accions i va decidir prohibir-li l'entrada a qualsevol estadi de la Copa del Món de la FIFA 2026, que es jugarà a l'Amèrica del Nord.